# Картрайт, Александр
Александр Картрайт (17 апреля 1820 — 12 июля 1892) — американский гражданин, который (наряду с несколькими другими) считается создателем бейсбола.

## Биография
Родился в Нью-Йорке. По роду занятий был продавцом и пожарным, в 1849 году отправился в Калифорнию в качестве участника золотой лихорадки, но вскоре переехал на тогда ещё не входившие в состав США Гавайи, где с 1850 по 30 июня 1863 года был начальником пожарной охраны Гонолулу и также занимался популяризацией бейсбола.
Он известен как первый человек, сделавший эскиз бейсбольного поля, а правила современного варианта игры основаны на правилах, разработанных Картрайтом для основанного им клуба Knickerbocker Base Ball Club. Первая игра по этим правилам состоялась 19 июня 1846 года в Нью-Джерси. В 1938 году Картрайт был введён в Национальный зал славы бейсбола в исполнительной категории, а 3 июня 1953 года официально признан в США основателем данной игры.